# Сторінка перенаправлення провайдера
Сторінка перенаправлення постачальника послуг Інтернету – це сторінка-підробка, яку обслуговують основні провайдери Інтернету, зокрема: Cox Communications, Embarq, Verizon, Rogers, Earthlink та інші, коли користувачі Всесвітнього павутиння (WWW) вводять недійсне доменне ім’я.
Якщо користувач введе неправильну адресу ресурсу (URL), наприклад http://wikipedia.orf замість http://wikipedia.org, DNS-сервер провайдера відповість підробленою відповіддю DNS, яка перенаправить користувача на рекламну вебсторінку .

## Принцип роботи
Опрацювання системи доменних імен (DNS) — це процес перекладу зрозумілого людині доменного імені (наприклад, en.wikipedia.org ) в IP-адресу, яку можуть використовувати комп’ютери. Кожен провайдер використовує DNS-сервер, щоб дозволити своїм клієнтам перекладати доменні імена в IP-адреси, які розуміють і використовують комп’ютери. Коли DNS-сервер провайдера отримує запит на переклад імені, відповідно до RFC DNS-сервер повинен повернути пов’язану IP-адресу комп’ютеру клієнта, який потім зможе підключитися до запитуваного ресурсу.
Коли DNS-сервер провайдера отримує запит на ім’я, яке не розпізнається або недоступне, деякі провайдери підробляють відповідь і замість цього повертають клієнту IP-адресу пошукової або рекламної сторінки. Коли клієнт використовує веббраузер, відобразиться сторінка пошуку, яка містить можливі пропозиції щодо правильної адреси та невелике пояснення помилки. Ці пошукові сторінки часто містять рекламу, яку розміщує провайдер.
Іноді клієнт може відмовитися від цієї послуги, але відмова часто не реалізується на тому ж рівні, що і спуфінг. Процедури відмови відрізняються у провайдерів як за методом реалізації, так і за ефективністю.

## Наслідки
Провайдери запевнили, що сторінки перенаправлення призначені для допомоги користувачам. Клієнти скаржилися на те, що сторінки вводять користувачів в оману і що їхня мета — створювати прибуток від реклами для провайдера. Ця практика викликала суперечки відтоді, як у 2006 році були введені сторінки перенаправлення. 
Перенаправлення може обманути мережеву утиліту ping. Ping може помилково повідомляти, що вебсайт реагує, коли насправді він недоступний, а лише перенаправлений.  Перенаправлення також заважає інструментам вебархівування, таким як ArchiveTeam Warrior. 